# Ann Ford
Ann Ford z domu Yeoman (ur. 30 marca 1952 w Isleworth) – brytyjska lekkoatletka, biegaczka długodystansowa, medalistka  igrzysk Wspólnoty Narodów.

## Kariera sportowa
Na igrzyskach Wspólnoty Narodów i mistrzostwach w biegach przełajowych reprezentowała Anglię, a na pozostałych dużych imprezach międzynarodowych Wielką Brytanię.
Zajęła 7. miejsce w biegu na 3000 metrów na mistrzostwach Europy w 1974 w Rzymie. Zdobyła brązowy medal na tym dystansie na igrzyskach Wspólnoty Narodów w 1978 w Edmonton, przegrywając jedynie ze swą siostrą–bliźniaczką Paulą Fudge i Heather Thomson z Nowej Zelandii. Zajęła 9. miejsce w tej konkurencji na mistrzostwach Europy w 1978 w Pradze.
Startowała w powodzeniem w biegach przełajowych. Na międzynarodowych mistrzostwach w 1972 w Cambridge zajęła 11. miejsce indywidualnie i zwyciężyła w klasyfikacji drużynowej. Sześciokrotnie brała udział w mistrzostwach świata w biegach przełajowych, zajmując następujące miejsca: 1974 w Monzy – 4. miejsce, 1975 w Rabacie – 7. miejsce, 1976 w Chepstow – 4. miejsce, 1977 w Düsseldorfie – 7. miejsce, 1979 w Limerick – 9. miejsce i 1982 w Rzymie – 13. miejsce. W 1974 zdobyła złoty, a w 1979 i 1982 brązowe medale w klasyfikacji drużynowej.
Zajęła 2. miejsce w maratonie w Londynie z 1988 i 3. miejsce w 1986
Ann Ford była wicemistrzynią Wielkiej Brytanii (AAA) w biegu na 3000 metrów w 1974 i 1978 oraz brązową medalistką na tym dystansie w 1973 i 1975, a także  mistrzynią AAA w biegu maratońskim w 1986 i 1987 oraz wicemistrzynią w biegu ulicznym na 10 mil w 1982. Była brązową medalistką UK Championships w biegu na 1500 metrów w 1977. Była również mistrzynią Anglii w biegu przełajowym w 1976 oraz wicemistrzynią w 1977 i 1982.
Rekordy życiowe Ford:
- bieg na 3000 metrów – 8:52,79 (29 sierpnia 1978, Crystal Palace)
- bieg na 5000 metrów – 15:38,84 (5 czerwca 1982, Eugene)
- bieg na 15 kilometrów – 52:01 (3 listopada 1985, Gateshead)
- bieg na 10 mil – 55:19 (18 października 1987, Newcastle)
- półmaraton – 1:11:36 (30 czerwca 1985, Newcastle)
- maraton – 2:30:38 (17 kwietnia 1988, Londyn)

## Rodzina
Jej siostra bliźniaczka Paula Fudge również była biegaczką długodystansową.